# Stallion (Band)
Stallion ist eine Baden-Württembergische Heavy- und Speed-Metal-Band aus Weingarten, die 2013 gegründet wurde.

## Geschichte
Die Band wurde im Jahr 2013 gegründet. Nach einem ersten Demo im Juni des Jahres, schloss sich im Oktober die EP Mounting the World an, die aus sechs Liedern besteht. Ein Lied hiervon ist eine Coverversion des Rock-Goddess-Songs Heavy Metal Rock 'n Roll. Auf dem Tonträger setzt sich die Band noch aus nur zwei Mitgliedern zusammen: dem Sänger Paul „Pauly“ Ehrenhardt und Alex „Äxxl“ Stöcker, der alle Instrumente einspielte. Im Frühling und Sommer 2014 war die Band auf verschiedenen Festivals wie dem Metal Assault, dem Keep It True und dem Hell’s Pleasure zu sehen. Ihren Auftritt beim Out and Loud sagte die Band aufgrund der Band Frei.Wild, die ebenfalls an dem Festival teilnahm, ab. Im Juni des Jahres wurde mit Rise and Ride das Debütalbum aufgenommen, das im September erschien. Der Veröffentlichung folgte eine Europatournee zusammen mit Striker und Bullet. Der erste richtige Auftritt auf dem Out and Loud fand 2015 statt. 2016 war die Band erneut auf dem Out and Loud sowie erstmals dem Bang Your Head, dem Metal Hammer Paradise und dem Summer Breeze zu sehen. 2017 folgte mit From the Dead das nächste Album.

## Stil
Michael Stalling von Metal.de schrieb in seiner Rezension zu Mounting the World, dass hierauf melodischer Heavy- und Speed-Metal im Stil der 1980er Jahre enthalten ist. Gelegentlich seien Einflüsse von älteren Saxon und Mötley Crüe zu vernehmen und man verarbeite stellenweise auch Elemente aus dem Thrash Metal und Hard Rock. Raphael Päbst von Powermetal.de merkte an, dass auf Rise and Ride traditioneller Speed Metal geboten wird, wobei es auch mittelschnelle Rock-Songs gebe. Insgesamt seien „scheppernde Gitarren, eine leicht rauhe, hohe Stimme und eine insgesamt sehr rückwärtsgewandte, aber angenehm offene Produktion“ charakteristisch. Die Band könne es mit Genrekollegen wie Skull Fist oder White Wizzard aufnehmen. Im Interview mit Jens Peters vom Rock Hard gab der Sänger Pauly an, dass die Band mit From the Dead versuchte, sich politisch zu positionieren, wobei sie sich insbesondere dadurch stark mit dem Punk verbunden fühle. Eine Ausgabe zuvor hatte Peters das Album rezensiert. Hierbei ordnete er die Band dem Speed Metal zu, jedoch hätte er sie, wenn er es nicht schon vorher gewusst hätte, eher als schwedisch, kanadisch oder finnisch bezeichnet, da diese Länder eher die Quelle junger Speed-Metal-Gruppen seien. Musikalisch gebe es traditionellen Speed Metal mit wütenden Texten im Stil von Enforcer, Skull Fist, Striker und Speedtrap. Charakteristisch seien zudem „kreischende Gitarren“ und ein „keifiger Gesang“.

## Diskografie
- 2013: Demo 2013 (Demo, Eigenveröffentlichung)
- 2013: Mounting the World (EP, Eigenveröffentlichung)
- 2014: 24/7 (EP, High Roller Records)
- 2014: Rise and Ride (Album, High Roller Records)
- 2017: From the Dead (Album, Glory Stables Records)
- 2020: Slaves of Time (Album, High Roller Records)